# レバノン憲法
レバノン憲法（レバノンけんぽう、アラビア語: دستور لبنان）は、レバノンの憲法である。

## 沿革
1926年5月23日に制定された。
1989年10月にターイフ合意に基づき改正されている。
憲法にはレバノンの国旗についての説明がある。憲法第五条では「レバノンの旗は赤と白の縞模様で真ん中にレバノンスギがある」と示されている。